# Ubayd-Al·lah ibn Úmar
Ubayd-Al·lah ibn Úmar ibn al-Khattab (àrab: عبيد الله بن عمر بن الخطاب, ʿUbayd Allāh b. ʿUmar b. al-Ḫaṭṭāb) (? - 657) fou un company del profeta Mahoma i fill del califa Úmar. Principalment és conegut com el venjador de la mort del seu pare, assassinat per Abu-Lulua, esclau persa d'al-Mughira ibn Xuba); com que Abu-Lulua es va suïcidar després del crim, Ubayd-Al·lah va dirigir la seva venjança contra l'esposa de l'esclau, Jufayna, cristiana de religió, contra una filla de l'esclau i contra un comandant sassànida convers, al-Hurmuzan, els quals va matar. Fou arrestat per aquestes morts però perdonat per Uthman ibn Affan. Quan Alí ibn Abi-Tàlib fou designat califa, Ubayd-Al·lah va fugir a Síria amb Muàwiya i fou un dels caps militars dels omeies a la batalla de Siffin en la qual va morir.